# Jacob Bünting
Jacob Bünting und zahlreiche Namensvarianten, darunter Jacobus Bünting und Jacobo Buntingo; (geboren 15. Oktober 1576 in Hannover; gestorben 18. Februar 1654 ebenda) war ein deutscher Jurist des 17. Jahrhunderts mit Schwerpunkt Feudalrecht und rund drei Jahrzehnte Bürgermeister der Stadt Hannover.

## Leben

### Familie
Jacobus Bünting kam 1576 als einer von mehreren Söhnen des Juristen und hannoverschen Stadtsyndikus Conrad Bünting und dessen Ehefrau Margaretha Reinhardts zur Welt. Er war Enkel
- väterlicherseits des hannoverschen Bürgers Johann Bünting und dessen Ehefrau Helena Lorleberg, Tochter des unter Herzog Erich dem Älteren dienenden Braunschweig-Lüneburgischen Landrentmeisters Heinrich Lorleberg;[4]
- mütterlicherseits des unter Herzog Erich dem Älteren und Erich dem Jüngeren dienenden Fürstlich Braunschweig-Lüneburgischen Juristen, Geheimrats und Kanzler des Fürstentums Calenberg Jacob Reinhardt und dessen Ehefrau Anna Mecken, Tochter des Mündener Bürgermeisters Tilemann Mecken.[5]

Am 14. Juni 1612 heiratete er Dorothea Cludius, Tochter des Juristen, Fürstlich Braunschweig-Lüneburgischen Rats, Hofgerichts-Assessors und Helmstedter Professors Andreas Cludius. Acht Kinder gingen aus der Ehe hervor; zwei Söhne, darunter sechs Töchter, von den fünf noch im Kindesalter starben. Die überlebende Tochter heiratete den Doktor beider Rechte und fürstlich braunschweig-lüneburgischen Hofgerichtsassessor im Fürstentum Calenberg Jacob Ulrichs. Büntings Tochter lebte knapp 13 Jahre mit ihrem Ehemann, bekam in Hannover vier Kinder, die ihre um 1651 verstorbene Mutter überlebten.
Die beiden Söhne überlebten den Vater: Johann Bünting wurde Doktor beider Rechte und praktizierte ebenfalls in Hannover; der andere Sohn hieß Jakob Heinrich Bünting („Jacobo Henrico Bünting“).

### Werdegang
Die Biographie Büntings liest sich hauptsächlich durch eine von dem Theologen Ludolf Walther verfasste und 1654 durch den Georg Friedrich Grimm gedruckte Leichenpredigt und insbesondere das daran anschließende „EhrenGedechntiß“:
Nach seiner Taufe in Hannover besuchte Jacob Bünting die dortige städtische Schule und reiste auf Anraten seiner Eltern 1594 nach Helmstedt zum Besuch der „Julius Universität“, an der er innerhalb von drei Jahren die Fächer Philosophie, Geschichte und Rechtswissenschaften studierte.
Nach dem Tod eines seiner Brüder 1597 beorderte ihn sein Vater zunächst zurück zum hannoverschen Elternhaus mit der Zusage, ihn später zusätzlich auf eine weitere Hochschule zu schicken. In Hannover erkrankte Jacobus Bünting jedoch so sehr an einem Fieber, dass er erst im Folgejahr 1598 an die Universität Marburg reisen konnte, an der er wiederum Rechtswissenschaften studierte als Hörer von Justus Vultejus, Johannes Goeddei, Philipp Matthäus und Gottfried Anton. Nach knapp dreijährigem Studium in Marburg ging Bünting im September 1600 nach Straßburg, um sich an der dortigen Universität bei Georg Obrecht ein weiteres Jahr vor allem mit dem Feudalrecht zu beschäftigen. Die unter Obrecht und mit anderen Studenten in lateinischer Sprache gehaltene und auch international beachtete Disputationes feudales ex primo, et secundo libro, scholarum feudalium desumptae ... erschien 1601 und fand auch international Beachtung.
Auf Befehl seines Vaters reiste Jacobus Bünting 1601 zurück nach Hannover, um über den Winter bei ihm zu bleiben, durfte aber im Frühling 1602 gemeinsam mit dem adeligen Jugendlichen Curt von Schwichelt auf Bildungsreise durch Deutschland ziehen. Die Reise führte die beiden im Sommer nach Köln, von dort zur Herbstmesse nach Frankfurt am Main, dann ins Frankenland und anschließend für vier Monate nach Thüringen und Leipzig. Im Januar 1603 erreichte das Paar Prag, reiste durch Böhmen und Mähren, besuchte Preßburg in Ungarn, hielt sich eine Weile in Wien auf, besichtigte Bayern, Schwaben und angrenzende Herrschaftsgebiete sowie deren Regierungssitze und Akademien. Nach der Rückreise nach Hannover trennten sich die beiden jungen Männer.
Jacobus Bünting konnte dann aber seinen Vater für eine weitere Reise erweichen, die ihn im Herbst 1603 nach Speyer führte, um dort „mit den vornehmen Leuten sich bekandt“ zu machen. Nach einem Aufenthalt in der Schweiz zog er nach Paris, um einige Monate die französische Sprache zu erlernen. In Orleans vertiefte er seine nun beinahe fließenden Sprachkenntnisse, um dort abermals Jura-Vorträge von den Juristen „Lollerio, Fornerio, Chartier und Lalando“ zu hören. Anschließend trat er die „grosse Four durch Frankreich“ an, um „alle die vornehmste Orter dieses Königreichs“ zu erkunden.
In Frankreich erfuhr Bünting aus der Zeitung vom Tod seiner Mutter, sein Vater bat ihn schriftlich um seine Rückkehr, erlaubte aber eine Rückreise durch die Provinzen der Niederlande und einen Zwischenstopp bei dem Philosophen Justus Lipsius in Löwen.
Jacobus Bünting blieb nun einige Jahre im Hauses seines verwitweten Vaters und heiratete auf dessen Rat und Bewilligung 1612 in Hannover Dorothea Cludius, Tochter des Rechtswissenschaftlers Andreas Cludius. Nach Bewilligung des Braunschweig-Lüneburgischen Herzogs Heinrich Julius durfte die „öffentliche Copulation“ des Paares im Beisein zahlreicher fürstlicher Abgesandten vollzogen werden – die Ehe sollte bis zum Tode Büntings 42 Jahre währen.
Am 23. Februar 1613 wurde Jacobus Bünting – ebenso wie sechs anderen Männern – die Ehrendoktorwürde durch die Universität Helmstedt verliehen. Als in Hannover niedergelassener Rechtsanwalt bekam er nun zahlreiche fürstliche und kaiserliche Aufträge sowie Dienstangebote für Ämter außerhalb seiner Heimatstadt, doch Bünting bevorzugte ein ruhiges und privat zu gestaltendes Leben in Hannover im Kreis seiner Familie.

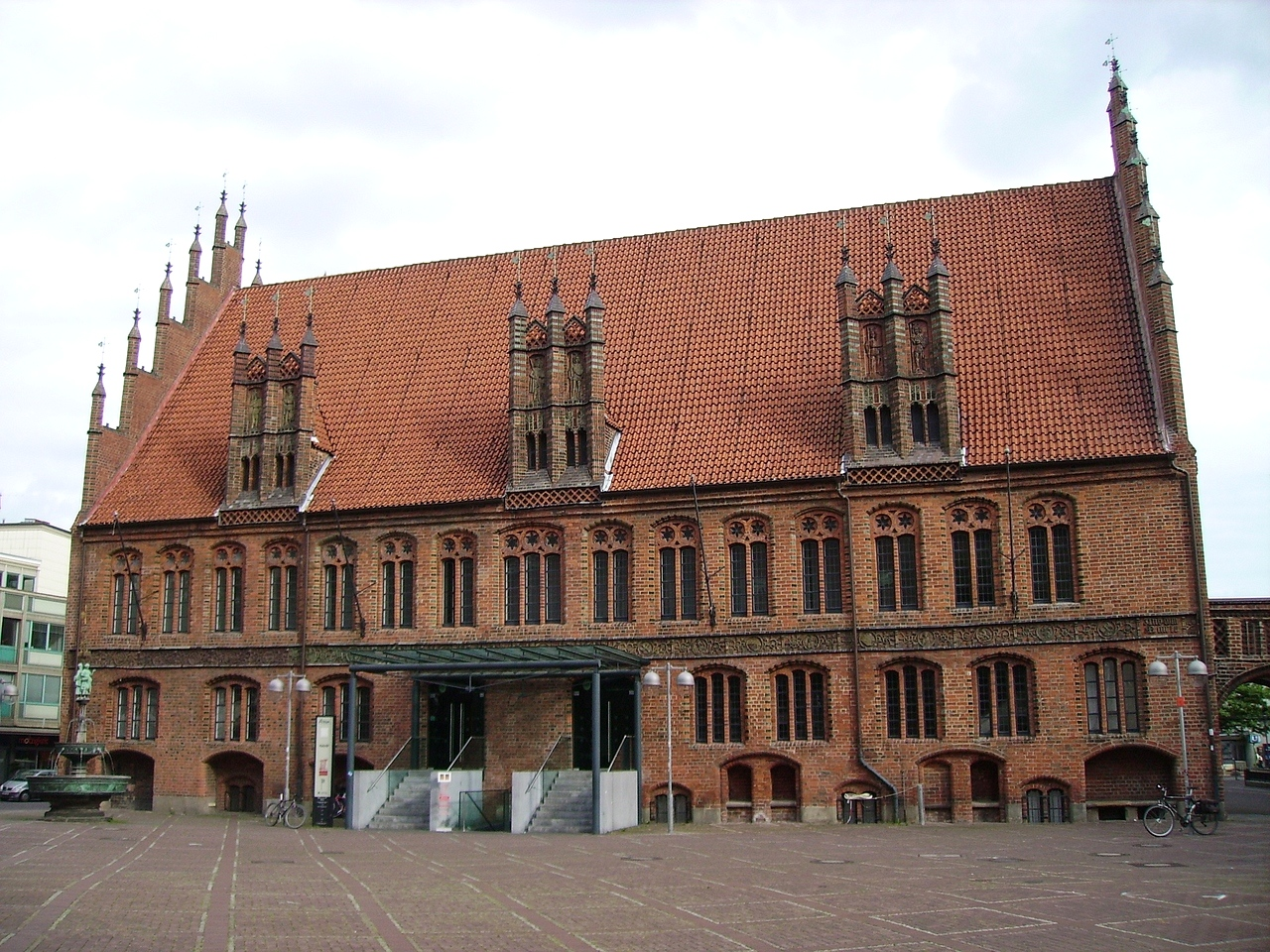
Das Alte Rathaus war Sitz des Stadtrates und ab 1624 auch Amtssitz des Bürgermeisters Jacobus Bünting

Unterdessen hatte der Dreißigjährige Krieg begonnen, und statt einer beschaulichen Lebensführung wurde Bünting – für ihn offenbar überraschend – am 12. Januar 1624 in das vakante Amt des hannoverschen Bürgermeisters mit all seinen Pflichten gewählt. Schon im ersten Amtsjahr grassierte die Pest in der Stadt, ohne dass er und seine Familie fliehen konnten. Feindliche Truppen bedrohten wieder und wieder die Stadt, die ähnlich weit größeren Städten von Brandschatzungen bedroht war. Gemeinsam mit den hannoverschen Ratsverwandten konnte er durch verschiedene Verhandlungen mit feindlichen Söldnertruppen einen Überfall auf die Stadt verhindern. In Abstimmung mit den Ratsherren und Kollegen gelang Bünting nicht alles wie gewollt. Doch auch als mitunter kränkelndes Stadtoberhaupt nahm er an jeder öffentlichen Versammlung teil, förderte Kirchen und Schulen und zollte in seiner dreißig Jahre währenden Amtszeit Arm und Reich gleichermaßen Respekt.
1653 – Hannover war unter Herzog Georg von Calenberg-Göttingen unterdessen zur Residenzstadt bestimmt und unter seinem Nachfolger Herzog Christian Ludwig mit dem Leineschloss zum Regierungssitz ausgebaut worden – verspürte Jacob Bünting ein anfangs nur leichtes „Blätterlein mit etwas Stichen“ im linken Oberschenkel und schickte vorsichtshalber seinen ältesten Sohn um Rat zum Medicus Gebhard Hurlebusch. Dieser wollte mithilfe eines Chirurgen heilen, doch gegen die eröffnete Wunde, die sich täglich mehr und mehr unter immer stärkeren Schmerzen vergrößerte, halfen weder Medikamente noch die Umsorge seiner Ehefrau. Der geschwächte Bürgermeister ergab sich seiner Todesahnung, bat um die Beichte und starb schließlich nach mehr als 34 Wochen Krankheit am 18. Februar 1654 im Alter von 78 Jahren.
Bünting wurde am Sonntag, den 5. März 1654 während einer durch den Marktkirchen-Pastor „Ludolpho Walthero“ geleiteten Trauerfeier beigesetzt. Der – gedruckten – Leichenpredigt waren zwei in lateinischer Sprache angehängte Epicedien des Konrektors Hermann Jacob und von Georg Schrader beigefügt. Jacobus Bünting wurde wie schon zuvor seine Väter im Chor der Kirche S. Jabob und Georgen.

## Schriften
- Disputationes feudales ex primo, et secundo libro, scholarum feudalium desumptae / Disputatio feudalis prima ex primo libro scholarum feudalium desumpta ... Respondente Ioanne a Disputatio feudalis secunda ex primo libro scholarum feudalium desumpta ... Respondente M.Valentino Steinmetz Lipsico ...; Disputatio feudalis tertia ex secundo libro scholarum feudalium Disputatio feudalis quarta ex secundo libro scholarum feudalium desumpta ... Disputatio quinta ex secundo libro scholarum feudalium desumpta ... Respondente Othone Disputatio sexta ex secundo libro scholarum feudalium Disputatio septima ex secundo libro scholarum feudalium desumpta ... Respondente Iacobo Disputatio octava ex secundo libro scholarum feudalium Disputatio nona ex secundo libro scholarum feudalium desumpta ... Respondente Valentino Wunther ..., 1601; Vorschau als PDF-Dokument über die Universität Salamanca